# Johan Ibo
Johan Ibo (sinh ngày 19 tháng 9 năm 1985 ở Atamali, Papua, Indonesia) là một cầu thủ bóng đá người Indonesia hiện tại thi đấu cho PS Barito Putera ở Indonesia Super League.
Anh trai của anh Andri Ibo cũng là một cầu thủ bóng đá hiện tại thi đấu cho Persipura Jayapura tại Indonesia Super League.